# 東星大樓
東星大樓（原建築登記名稱為宏傑大樓，地震發生當時多數媒體及消防人員以松山賓館稱呼）位於臺灣臺北市松山區八德路、虎林街口。舊樓為一棟鋼筋混凝土結構大樓，因921大地震導致嚴重倒塌全毀，新建的同名大樓已於2009年8月原址重建完工。

## 建築歷史
東星大樓舊樓由宏國集團宏程建設委託大林建築師事務所設計、鴻固營造負責營造施工，建於1982年，落成於1984年，總樓層為地上12層、地下2層，樓板面積3412坪，平均每層約243坪，用途則為住商混合用途建築物，在地震之前包含了旅館「松山賓館」、位於1、2樓的第一商業銀行松山分行、公寓等設施。
1999年9月21日台灣發生921地震，臺北市震災以東星大樓崩塌事件最為嚴重。東星大樓於地震後，大樓各層嚴重擠壓，此崩塌共造成87人死亡（包含被發現的73人遺體，以及14人失蹤），是在2016年維冠金龍大樓倒塌造成115人死亡的事故之前，全臺灣傷亡最嚴重的建築物崩塌災難。事後，台北市土木技師公會鑑定，東星大樓崩塌主因為混凝土強度不合格、施工不當及設計疏失，導致耐震能力不足。
後東星大樓受災戶組成「住戶更新委員會」（以下稱更新會）負責重建事宜，並由政府相關單位從旁協助重建。受災戶並向台北市政府申請國家賠償，但對違法商家的索賠部分並不順遂，時任台北市長馬英九竟與受災戶對簿公堂，導致重建延宕。而住戶意見紛歧、更新會變更建案設計、承建廠商跳票、黑道介入等主因，使重建緩慢，歷經近十年，才由郝龍斌與受災戶和解，直至2009年8月新樓重建完工。

## 舊樓

### 大樓崩塌
1999年9月21日凌晨1時47分15.9秒，台灣中部的南投山區發生芮氏規模7.3的集集大地震，約兩百公里遠的臺北縣、臺北市，震度為4到5級。雖說是4級，遭損壞情形也比台灣中部輕微，不過仍發生少數災情，其中，以「東星大樓」發生的崩塌事件最為嚴重。
東星大樓於地震後，往東側傾斜崩塌。大樓東北側的8樓樓地板掉落至地面，樓層往西側及地下樓層擠壓。另外，東南側部分，6樓崩塌至地面，6樓以下樓層被嚴重擠壓。至於西側9樓以60度嚴重傾斜，8樓以下樓板遭嚴重擠壓，西南側3樓以下仍為完整。
東星大樓崩塌後，東星大樓隔壁之「豪門世家大廈」因遭東星大樓傾斜擠壓，2至7樓牆面樑柱損壞嚴重；東星大樓12樓斜靠於豪門世家大廈3樓樓壁；同時波及到旁邊的松山昭明廟。警消人員於事發後第一時間救出上百名受困民眾，但於清晨4時左右因過多瓦斯外洩突然引發大火，直到早上6時55分才撲滅火勢。賑災搶救隊伍於黃金救援期間，積極搶救受害者。經統計傷者送醫達138人；其中包含直到崩塌後第6日才被發現生還的孫啟光與孫啟峰兩小兄弟。搜救工作於9月30日晚間宣告結束，統計此崩塌共造成73人死亡，另有14人仍下落不明。經過消防局火災調查科的調查，在下陷最深的大樓東北側地下室發現嚴重燒毀的車輛零件，研判可能由於大樓內天然氣及停車場車輛燃油造成的連日悶燒，導致受困於瓦礫深處的居民遺體遭到焚燒而無法尋獲。
事後，台北市土木技師公會鑑定倒塌主因有三：
1. 各樓層重量少算約10%至15%，屋頂未計入屋突構造重量，少算約35%，地面以上建築物總重量少算約18%，低估了地震水平橫力。
2. 柱與構材設計未依法規做足夠的載重組合，低估了斷面設計所需臨界軸力及彎矩，使構材強度不足。
3. 柱與構材剪應力強度（英语：Stress intensity）及剪力鋼筋未依《建築技術規則》「構造篇」第四百四十四條[9][10][11][12]規定核算與設計，剪應力強度及基本圍束功能不足，故受到意外外力作用時，即可能發生脆性破壞之潛在危險。

另外，當時設置於東星大樓一樓的第一商業銀行松山分行，其樑柱整修工程也被認為可能造成大樓倒塌，檢方也因此起訴數名相關人士，但法院認為樑柱整修工程只是單純外牆裝飾修繕，與騎樓柱結構安全無關。工程施作並未產生公共危險，檢方亦無法舉證被告有犯罪意圖，因此被告皆被判無罪。

### 災後補助與求償
行政補助
崩塌後，臺灣政府、北市府及相關機構積極補助，並達成受災戶安置措施服務：如一年之房屋補助、免費承租國宅費用、追加承租費用達數千萬元。另，罹難者家屬慰問措施：如每位罹難者遺屬慰問金等。另有：以921重建經費對東星大樓每坪2萬元補助，41,818,600元、921民間捐款剩餘款新台幣53,824,870元，全數優先補助東星大樓後續重建預備金及動用預備金1500萬元補助改建工程不足的差額。
索賠無門
除了北市府補助外，東星大樓倒塌後，受災戶認為無論根據監察院調查還是相關鑑定報告証明，東星大樓都是人禍，不是天災。因此，受災戶積極展開索賠事宜，惟建造東星大樓之宏程建設是宏國集團成立的「個案公司」，單一建案完成後立即在1987年解散，受災戶無法對原建商求償，此後官司纏訟多年。
「依定讞之法院判決，認定投資興建東星大樓之宏程公司與宏國建設無關，承攬大樓興建工程之鴻固公司，其當時之公司負責人杜明福僅係登記名義人，並未實際參與大樓工程之興建，故就東星大樓倒塌不負任何民、刑事責任。」
國賠理由
東星大樓受災戶對台北市政府申請國賠，其理由為
1. 「東星大樓結構之計算有嚴重之錯誤，但審核人員卻未揪出其錯，未盡法令上之必要注意義務。」
2. 「主管機關派員勘驗未能發現箍筋捆綁錯誤、混凝土強度不足等重大瑕疵，導致大樓因強度不足而於地震時倒塌，造成重大傷亡，公務員顯有過失」等理由。

對此國賠，關係人北市府並不批可，並進入兩造對簿公堂程序。當時市長馬英九領導的北市府，其否定主要理由如下：
1. 東星大樓於1981年2月23日領得建造執照，而國家賠償法於1981年7月1日施行，所以不適用國家賠償法。
2. 建管處結構審核人員是依內政部規定之審查表完成審查，而結構演算依規定則由建築師簽證負責，建管處審核人員係就該結構計算書審查設計方法及設計強度是否有誤，不需就結構計算過程再重新演算，因此並無疏失責任。

最後，台北市政府認為，施工勘驗責任應由營造廠及監造建築師負責，要求建管人員在勘驗時查出工程品質有誤，有實質困難。就以上理由，台北市政府認為所轄公務員並無過失，亦毋需核准該國家賠償案件。
法院訴訟
因為，北市府及受災戶對責任歸屬的見解不同，該國賠案進入訴願、行政訴訟等司法管道。住戶勝訴數次及北市府數次上訴後，北市府最後與受災戶於2007年終於完成東星國賠案的和解。和解後，除了東星大樓受災戶撤銷所有對北市府民刑告訴外，北市府並動用市府預備金公費，以賠償1億2千萬元以上巨額和解金。
最高法院2014年10月3日判決謝吳雪蕙、徐茂雄與鴻固公司須賠償東星大樓倒塌案中受災戶及罹難者家屬連同利息共新臺幣3.3億元，全案至此定讞。受災戶義務律師鄭文龍表示，雖然加利息判賠3.3億元，但是「鴻固營造」已經是空殼公司，根本就拿不到錢。
「依定讞之法院判決，認定投資興建東星大樓之宏程公司與宏國建設無關，承攬大樓興建工程之鴻固公司，其當時之公司負責人杜明福僅係登記名義人，並未實際參與大樓工程之興建，故就東星大樓倒塌不負任何民、刑事責任。」

## 新樓

### 重建與影響

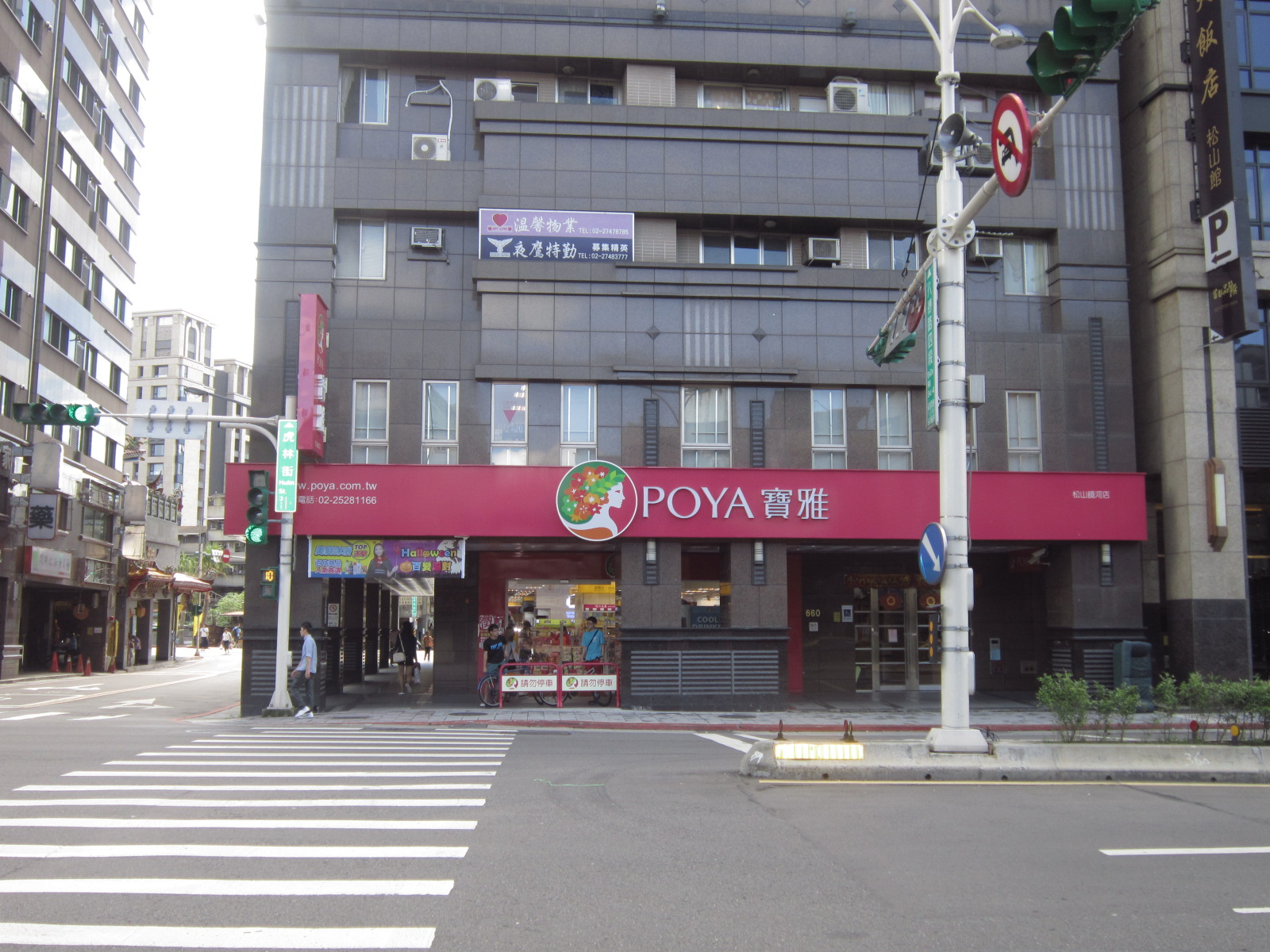
重新改建後的東星大樓，1樓一直空置到2016年中後，才重新有租客入租（寶雅生活館松山饒河店）。

東星大樓受災戶組成「住戶更新委員會」負責重建事宜，並由政府相關單位從旁協助，但因住戶意見分歧，更新會又變更建案設計，使重建遲遲無法動工。之後更新會於2003年12月14日完成重建開標作業，並於2004年4月21日申報開工，但得標商正良泰營造於2006年10月4日因跳票而停工。2007年8月22日，更新會另與豐椿營造簽約續建，2008年10月30日，該工程因延宕違約而中止重建。2008年12月29日，大樓更新會再交由恆合營造負責後續重建，於2009年8月完工。
東星大樓更新會不滿市府作為，台北市政府則認為政府已經積極協助東星大樓重建工程，但是媒體及民進黨立委批評主政者的態度，並質疑當時的台北市長馬英九及時任市長郝龍斌均未實踐積極協助的諾言，導致受災戶纏訟多時未能受到應有的賠償，並且嚴重延後重建時程。針對此批評，當時臺北市長馬英九或其幕僚曾多次表示，馬英九已解決相關問題。郝龍斌市長則稱市府相關措施已獲得東星大樓住戶的滿意。

## 註解
1. ↑  松山賓館位於該棟11、12樓，因有醒目招牌而作為臨時性稱呼。

## 相關事項
- 921大地震
- 台灣地震列表
- 台灣災難列表
- 工程倫理
- 個案建商
- 維冠金龍大樓倒塌事故
- 天王星大樓